# Mošeja Mohameda Alija
Velika mošeja Mohameda Ali Paše ali Alabastrna mošeja (arabsko مسجد محمد علي, turško Mehmet Ali Paşa Camii) je mošeja v Citadeli v Kairu v Egiptu in jo je med letoma 1830 in 1848 naročil Mohamed Ali paša.
Na vrhu Citadele, je s svojo silhueto in dvojnimi minareti, najbolj vidna mošeja v Kairu, saj gre za največjo mošejo, ki je bila zgrajena v prvi polovici 19. stoletja.
Zgrajena je bila v spomin na Tusuna pašo, najstarejšega sina Mohameda Alija, ki je umrl leta 1816.
Ta mošeja je, skupaj s Citadelo, ena od znamenitosti in ena prvih značilnosti, ki jih je treba videti, ko se približuje mestu v kateri koli smeri. Leta 1976 jo je Unesco razglasil kot zgodovinsko mesto Kairo, ki je bilo »novo središče islamskega sveta in doseglo zlato dobo v 14. stoletju«, za del svetovne dediščine, na površini 523,66 ha. 

## Zgodovina
Mošeja je bila zgrajena na mestu starih memeluških zgradb v Kairski citadeli med letoma 1830 in 1848, čeprav ni bila dokončana do vladavine Saida Paše leta 1857. Arhitekt naj bi bil Yusuf Bushnak iz Konstantinopla, njegov model je bila mošeja Sultana Ahmeda  v tem mestu. Tla, na katerih je bila postavljena mošeja, so bila urejena z razbitinami iz starejših zgradb.
Pred dokončanjem mošeje so bile odstranjene alabastrne plošče iz zgornjih zidov in uporabljene za palače Abbasa I. Stene so bile obložene s pobarvanim lesom, da bi izgledale kot marmor. Leta 1899 je mošeja pokazala znake pokanja, zato so izvedli nekaj neustreznih popravil. Stanje mošeje je postalo tako nevarno, da je kralj Fuad I. leta 1931 naročil popolno shemo obnove in je bila končno dokončana pod kraljem Farukom leta 1939.
Mohamed Ali paša je bil pokopan v grobnici, izklesani iz marmorja iz Carrare, na dvorišču mošeje. Njegovo telo je bilo preneseno sem iz Hawsh al-Basha leta 1857.

## Arhitektura
Mohamed Ali se je odločil, da bo svojo državno mošejo zgradil v arhitekturnem slogu svojih nekdanjih gospodarjev, Osmanov, za razliko od Mamelukov, ki so se kljub svoji politični pripadnosti Osmanom pridružili arhitekturnim slogom prejšnjih dinastij Mamelukov.
Mošeja je bila zgrajena s središčno kupolo, obdano s štirimi manjšimi in štirimi polkrožnimi kupolami. Ima kvadratni tloris in meri 41x41 metrov. Centralna kupola ima premer 21 m, višina stavbe je 52 metrov. Na zahodni strani mošeje sta dva elegantna cilindrična minareta turškega tipa z dvema balkonoma in stožčastimi zaključki in se dvigata 82 metrov visoko.
Uporaba tega sloga v kombinaciji s prisotnostjo dveh minaretov in več pol-kupol, ki obkrožajo osrednjo kupolo - značilnosti, ki so bile rezervirane za mošeje, zgrajene po naročilu sultana - so bile očitna izjava o de facto egipčanski neodvisnosti.
Glavni material je apnenec, vendar je spodnje nadstropje in predprostor je obložen z alabastrom do višine 11,3 metra. Zunanje fasade so stroge in oglate in se dvignejo za štiri nadstropja do nivoja strešnih kupol.
Mihrab na jugovzhodni steni je visok 3 nadstropja in prekrit s polkrožno kupolo. Na drugem nadstropju sta dve arkadi, ki se dvigneta nad stebre in prekriti s kupolami. Čeprav na vsaki strani predprostora obstajajo trije vhodi, je običajen vstop skozi severovzhodna vrata. Dvorišče meri 50x50 metrov. Zaprt je z obokanimi arkadami (riwak), ki se dvigajo na stebrih in jih pokrivajo kupole.
Na sredi severozahodne arkade je bil stolp za medeninasto uro, ki jo je leta 1845 Mohamedu Aliju predstavil kralja Ludvik Filip iz Francije. Ura je bila nadomestilo za obelisk iz Luksorja, ki stoji na trgu de la Concorde v Parizu.
Notranjost daje velik občutek prostora. Uporaba dveh ravni kupol povečuje občutek za prostor. Osrednja kupola se dviga na štirih lokih, ki stojijo na kolosalnih slopih. Ob osrednji so štiri polkrožne kupole. Na vogalih pa tudi štiri manjše kupole. Kupole so pobarvane in okrašene z reliefnimi motivi.
meters high.

## Galerija
- Zunanjost mošeje
- Dvorišče (sahn) mošeje in stolp z uro.
- Z alabastrompokrito dvorišče.
- Notranjost kupol.
- Grobnica Mohameda Ali Paše v mošeji.
- Alabaster v notranjosti.
- Minbar